# Vice Versa (film, 1916)
Pour l’article homonyme, voir Vice versa.

Vice Versa est un film fantastique muet britannique de 1916 réalisé par Maurice Elvey avec en vedette Charles Rock (en), Douglas Munro (en) et Guy Newall (en). Il s'agit de l'adaptation du roman de 1882 Vice Versa (en) de Thomas Anstey Guthrie (en). 

## Synopsis
Le scénario concerne un écolier qui échange comme par magie sa place avec celle de son père, un homme arrogant.

## Distribution
- Charles Rock : Paul Bultitude
- Douglas Munro : Marmaduke Paradine
- Guy Newall : Dick Bultitude
- Edward O'Neill : Docteur Grimstone